# Dendrochilum coccineum
Dendrochilum coccineum är en orkidéart som beskrevs av Henrik Aerenlund Pedersen och Barbara Gravendeel. Dendrochilum coccineum ingår i släktet Dendrochilum och familjen orkidéer. Inga underarter finns listade i Catalogue of Life.